# Naturpark Zittauer Gebirge
Der Naturpark Zittauer Gebirge liegt im Länderdreieck Deutschland–Tschechien–Polen im gleichnamigen Zittauer Gebirge. Das Gebiet setzt sich zum Teil aus den Landschaftsschutzgebieten „Zittauer Gebirge“ und „Mandautal“ zusammen. Er wurde im Jahr 2007 (per Verordnung vom 4. Dezember 2007, rechtsbereinigt mit Stand vom 27. April 2008 durch das Regierungspräsidium Dresden) als hundertster Naturpark in Deutschland gegründet.

## Geschichte
Am 21. Juni 2004 wurde ein öffentlich-rechtlicher Vertrag zur „Vorbereitung der Errichtung und Entwicklung eines Naturparks ‚Zittauer Gebirge‘“ von den Bürgermeistern der beteiligten Städte und Gemeinden sowie vom Landrat des Landkreises Löbau-Zittau unterzeichnet.
Der Umweltfachbereich des Regierungspräsidiums Dresden erstellte daraufhin eine Würdigung für den Naturpark. 2011 folgte eine Pflege- und Entwicklungskonzeption zum Naturpark Zittauer Gebirge. 2019 übernahm der Verein „Naturpark Zittauer Gebirge e.V.“ vom Landkreis Görlitz die Trägerschaft.

## Schutzzonen des Naturparks
Der Naturpark hat eine Fläche von etwa 13.337 Hektar. Das sind 0,7 Prozent der Fläche des Freistaats Sachsen. Der Naturpark ist in drei Schutzzonen gegliedert:
Der Schutzzone I mit 1.207 Hektar (9,05 %) umfasst die Gebiete mit besonders wertvoller Naturausstattung, so die Naturschutzgebiete „Lausche“, „Jonsdorfer Felsenstadt“ sowie folgende weitere Gebiete:
- Feuchtgebiet Eichgraben,
- Pochewiesen,
- Pochebachtal,
- Jonsberg,
- Ostabfall Ameisenberg,
- Kleiner Töpfer, Felsengasse
- Schindellöcher, Dachslöcher, Hainberg,
- Nordostabfall Hochwald,
- Uhusteine, Fuchskanzel
- Roschertal, Gampenstein, Spitzberg,
- Schülertal,
- Südflur Seifhennersdorf,
- Landwasser zwischen B96 und Mandau.

Die Schutzzone II mit 7.518 Hektar (56,37 %) umfasst die Landschaftsschutzgebiete „Zittauer Gebirge“ und „Mandautal“. Diese sollen neben der landwirtschaftlichen und forstwirtschaftlichen Nutzung der naturverträglichen Erholung dienen.
Die Schutzzone III (Infrastruktur- und Entwicklungszone) mit 4.612 Hektar (34,58 %) umfasst die Siedlungsbereiche und deren angrenzende Gebiete. Sie dient einer landschaftsverträglichen Siedlungs- und Gewerbeentwicklung sowie der Entwicklung eines nachhaltigen Tourismus.

## Fauna
Die reiche Struktur der Landschaft mit unterschiedlichsten Lebensräumen bildet für viele Tier- und Pflanzenarten ideale Lebensbedingungen und versteckte Rückzugsgebiete.
Im Gebiet wurden bisher mehr als 40 Säugetierarten beobachtet. Dazu gehören unter anderem naturschutzfachlich bedeutsame Arten wie Fischotter (Lutra lutra), Luchs (Lynx lynx), Großes Mausohr (Myotis myotis), Mopsfledermaus (Barbastella barbastellus), Teichfledermaus (Myotis dasycneme) und Kleine Hufeisennase (Rhinolophus hipposideros), die zu den im Anhang II der FFH-RL aufgeführten „Tier und Pflanzenarten von gemeinschaftlichem Interesse“ gehören, für die besondere Schutzgebiete auszuweisen sind. Weiterhin wurden im Gebiet eine Reihe der im Anhang IV der FFH-RL aufgeführten Säugetierarten nachgewiesen. Zu diesen gehören Nordfledermaus (Eptesicus nilssonii), Breitflügelfledermaus Eptesicus serotinus, Wasserfledermaus Myotis daubentonii, Kleine Bartfledermaus (Myotis mystacinus), Fransenfledermaus (Myotis natteri), Abendsegler (Nyctalus noctula), Zwergfledermaus (Pipistrellus pipistrellus), Braunes Langohr (Plecotus auritus) und Haselmaus (Muscardinus avellanarius).
Besondere Beachtung verdient daneben das Reliktvorkommen der Alpenspitzmaus (Sorex alpinus) auf dem Gipfel der Lausche. Es ist das einzige bekannte Vorkommen der Art in Sachsen. In den alten Buchenwäldern rund um den Gipfel der Lausche, dem mit 793 m höchsten Berg des Zittauer Gebirges, wurde dieser Kleinsäuger, welcher eigentlich nur in hochalpinen Gebieten vorkommt, wiederholt beobachtet. Allerdings gibt es weitere Vorkommen in dem zum gleichen Naturraum gehörenden tschechischen Teil des Gebirges.
Im Gebiet brüten mehr als 100 Vogelarten. Bemerkenswerte Arten sind unter anderem:
- für die Wald- und Felsgebiete: die Arten des Anhangs I der EU-Vogelschutzrichtlinie Uhu (Bubo bubo), Wanderfalke (Falco peregrinus), Raufußkauz (Aegolius funereus) und Schwarzspecht (Dryocopus martius),
- für die Grünlandflächen: Wachtelkönig Crex crex (als Art des Anhangs I der EU-Vogelschutzrichtlinie), Kiebitz (Vanellus vanellus) und Braunkehlchen (Saxicola rubetra),
- für die Brachflächen im Umfeld des ehemaligen Tagebaus Olbersdorf: Schwarzkehlchen (Saxicola torquata),
- für die Heckenlandschaften: Neuntöter (Lanius collurio) und Sperbergrasmücke (Sylvia nisoria) (als Arten des Anhangs I der EU-Vogelschutzrichtlinie) sowie Heckenbraunelle (Prunella modularis)
- für die Gewässer: Rohrweihe (Circus aeruginosus), Eisvogel (Alcedo atthis) (beide Arten des Anhangs I der EU-Vogelschutzrichtlinie) und Wasseramsel (Cinclus cinclus).

Besonders die stark verwitterten Sandsteinformationen mit den ausgeprägten Längsbändern bieten für den Uhu ideale Nist- und Versteckmöglichkeiten. Dies und das reichliche Nahrungsangebot im Vorgebirge führen dazu, dass es im Zittauer Gebirge seit vielen Jahren eine kleine aber stabile Uhupopulation gibt.
Von den im Gebiet vorkommenden Fischarten ist besonders der Schlammpeitzger (Misgurnus fossilis) (Art des Anhangs II der FFH-RL) erwähnenswert.
Im Naturpark leben 9 Amphibienarten darunter gefährdete Arten wie Kammmolch (Triturus cristatus) (Art des Anhangs II der FFH-Richtlinie) und Laubfrosch (Hyla arborea), Kleiner Wasserfrosch (Pelophylax lessonae) und Knoblauchkröte (Pelobates fuscus) (alle drei Arten des Anhangs IV der FFH-RL). Dazu kommen 6 Reptilienarten. Bemerkenswert ist hier besonders das Vorkommen der Glattnatter (Coronella austriaca) (Art des Anhangs IV der FFH-RL) und Kreuzotter (Vipera berus).
Nahezu unüberschaubar ist die Vielfalt an wirbellosen Tierarten. Bemerkenswert sind u. a. Libellenarten wie die Nordische Moosjungfer (Leucorrhinia rubicunda), seltene Käferarten wie der Große Eichenbock (Cerambyx cerdo) (Art des Anhangs II der FFH-RL) und der Rostbeinige Fleckenbock (Evodinus clathratus), Schmetterlinge wie der Dunkle Wiesenknopf-Ameisenbläuling (Glaucopsyche nausithous) (Art des Anhangs II der FFH-RL) sowie das Vorkommen der Gemeinen Flussmuschel (Unio crassus) (Art des Anhangs II der FFH-RL) in der Mandau.
Vergleichbar mit der Pflanzenwelt beherbergen die Hochlagen des Gebirges eine Reihe von wirbellosen Tieren, die in Sachsen an kühl-feuchte Lebensräume gebunden sind.
Stellvertretend seien genannt:
- die „Riesencollembole“ Tetrodontophora bielanensis die größte bekannte Collembolenart,
- die Regenwurmart Eisenia lucens die 2001 auf der Lausche erstmals in Deutschland nachgewiesen wurde,
- die Alpenplanarie (Crenobia alpina) ein streng an saubere, ganzjährig kühle und sauerstoffreiche Bäche gebundene Planarienart, die im Gebirge noch in einigen Quellbächen vorkommt.

## Flora
Im Gebiet des Naturparks Zittauer Gebirge treffen Arten aus verschiedenen Florenregionen zusammen. Aufgrund des relativ kontinentalen Klimas überwiegen im Gebirgsvorland subkontinentale Arten. Im kühleren und feuchteren Zittauer Gebirge kommen dagegen neben den auch hier vertretenen subkontinentalen Arten auch zahlreiche subatlantische Arten wie Rippenfarn (Blechnum spicant) und Gegenblättriges Milzkraut (Chrysosplenium oppositifolium) vor. Eine Besonderheit ist das Vorkommen der Gametophyten des Prächtigen Dünnfarns (Trichomanes speciosum) (Art des Anhangs II der FFH-RL), eines Klimareliktes aus einer atlantischen Klimaperiode, der hier seinen einzigen sächsischen Standort außerhalb der Sächsischen Schweiz hat. Wie in der benachbarten Sächsischen Schweiz bietet das feucht-kühle Klima der Schluchten der Sandsteingebiete diesen Arten Lebensmöglichkeiten. Allerdings ist der Effekt weniger ausgeprägt und eine Reihe atlantischer und subatlantischer Arten, die in der Sächsischen Schweiz noch vorkommen fehlen deshalb im Gebiet. Die höheren Lagen des Gebirges sind geprägt durch das Auftreten von Arten die alle kühle und feuchte Klimaverhältnisse bevorzugen aber ihren Verbreitungsschwerpunkt in verschiedenen Florengebieten haben.
Dazu gehören:
- präalpidische Arten: Arten mit ihrem Verbreitungsschwerpunkt in den Laub- und Nadelwäldern der europäischen Hochgebirge

(z. B. Weiße Pestwurz (Petasites albus), Arnika (Arnica montana) und Quirlblättrige Zahnwurz (Cardamine enneapyllos)),
- nordisch-präalpidische Arten: Arten mit ihrem Verbreitungsschwerpunkt sowohl in den borealen Birken- und Nadelwäldern als auch den Laub- und Nadelwäldern der europäischen Hochgebirge

(z. B. Verschiedenblättrige Kratzdistel (Cirsium heterophyllum))
- nordisch-atlantische Arten: Arten mit ihrem Verbreitungsschwerpunkt in den küstennahen borealen Waldgebieten

(z. B. Alpen-Hexenkraut (Circaea alpina), Tannenbärlapp (Huperzia selago))
- arktisch-nordische Arten: Arten mit Verbreitungsschwerpunkt in den Tundrengebieten und den borealen Waldgebieten

(z. B. Siebenstern (Trientalis europaea))
- eurasiatische und eurasiatisch-atlantische Arten: Arten der eurasiatischen Laubwaldzone

(z. B. Quirl-Weißwurz (Polygonatum verticillatum), Christophskraut (Actaea spicata))
Im Gegensatz zu den Sandsteinschluchten und Hochlagen des Zittauer-Gebirges treten besonders auf den Basalt- und Phonolithkuppen des Vorlandes gehäuft Pflanzen auf, deren Verbreitungsschwerpunkte eher im Süden und Osten Europas liegen.
Dazu gehören:
- subkontinentale und eurasiatisch-kontinentale Arten: Arten mit Verbreitungsschwerpunkt in den Laubwälder Ost- und Mitteleuropas

(z. B. Hainwachtelweizen (Melampyrum nemorosum), Preußisches Laserkraut (Laserpitium prutenicum), Knack-Erdbeere (Fragaria viridis))
- submediterran-eurasiatische Arten: Arten mit Verbreitungsschwerpunkt in den Laubwäldern Ost- und Mitteleuropas und dem nördlichen Rand des Mittelmeergebietes

(z. B. Gemeine Sichelmöhre (Falcaria vulgaris))
- östlich präalpide Arten: Arten mit Verbreitungsschwerpunkt in der Laub- und Nadelwaldzone des östlichen Alpenraums und der Karpaten

(z. B. Stängellose Silberdistel (Carlina acaulis ssp. acaulis))

## Träger
Bis Ende 2018 war der Landkreis Löbau-Zittau bzw. der Landkreis Görlitz Träger des Naturparkes. Ab 1. Januar 2019 ist per Verordnung der Verein Naturpark Zittauer Gebirge e.V., der am 14. Januar 2013 gegründet wurde, Träger des Naturparks Zittauer Gebirge. Mitglieder sind:
- die Große Kreisstadt Zittau,
- die Stadt Seifhennersdorf,
- die acht Gemeinden Bertsdorf-Hörnitz,
- Großschönau,
- Hainewalde,
- Kurort Jonsdorf,
- Leutersdorf,
- Mittelherwigsdorf,
- Olbersdorf und
- Oybin sowie
- der Landkreis Görlitz.